# Markus Poschner
Markus Poschner est un chef d'orchestre allemand né le 1er février 1971 à Munich.

## Biographie
Markus Poschner naît le 1er février 1971 à Munich,,.
Il étudie à la Hochschule für Musik de sa ville natale, notamment auprès de Hermann Michael (en). À la direction d'orchestre, ses mentors sont Roger Norrington et Colin Davis.
De 2000 à 2006, Poschner est chef principal de l'Orchestre de chambre géorgien d'Ingolstadt (de), puis Kapellmeister au Komische Oper Berlin, avant d'être de 2007 à 2017 Generalmusikdirektor de la ville de Brême, où il dirige dans le cadre de ses fonctions l'Orchestre philharmonique de Brême (en) et le théâtre de Brême,.
En 2004, il est lauréat du prix allemand de la direction d'orchestre (de).
Comme chef invité, il se produit à la tête de la Staatskapelle de Dresde, de l'Orchestre symphonique de Bamberg, de l'Orchestre symphonique de Vienne, de l'Orchestre symphonique métropolitain de Tokyo, à l'Opéra de Francfort et à l'Opéra de Zurich, notamment.
En juillet 2010, il est nommé professeur honoraire à l'Institut de musicologie de l'université de Brême.
À partir de septembre 2015, Markus Poschner est chef d'orchestre principal de l'Orchestre de la Suisse italienne, jusqu'en 2025.
À partir de 2017, il est chef d'orchestre principal de l'Orchestre Bruckner de Linz, poste qu'il quittera en 2027.
En 2022 et 2023, il dirige Tristan et Isolde de Wagner au Festival de Bayreuth,.
En 2023, il est nommé directeur musical de l'Orchestre symphonique de Bâle à compter de la saison 2025-2026,.
Au disque, Markus Poschner est lauréat des International Classical Music Awards (en) (ICMA) en 2018 pour son enregistrement (DVD) des Symphonies de Brahms chez Sony. Il a également gravé pour le label Bru Zane Maître Péronilla de Jacques Offenbach en compagnie de l'Orchestre national de France (Prix de la critique allemande du disque (en) 2020), et obtenu en 2024 le Special Achievement Award des ICMA 2024 pour l'enregistrement intégral de toutes les versions des symphonies d'Anton Bruckner, réalisé avec l'Orchestre symphonique de la radio de Vienne (ORF) et l'Orchestre Bruckner de Linz pour le label Capriccio,,.
En 2024, il est nommé directeur musical de l'Orchestre symphonique de l'Utah à compter de 2027.
En 2025, Markus Poschner est nommé chef principal de l'Orchestre symphonique de la radio de Vienne à partir de la saison 2026-2027 pour succéder à Marin Alsop.

## Discographie sélective
- Symphonies de Brahms, avec l'Orchestre de la Suisse italienne, Sony Classical (DVD)[12] ;
- Mélodies avec orchestre de Saint-Saëns, avec Yann Beuron (ténor), Tassis Christoyannis (baryton) et l'Orchestre de la Suisse italienne, Alpha[13] ;
- Richard Strauss, Concerto pour violon et Aus Italien, avec Robert Kowalski (violon) et l'Orchestre de la Suisse italienne, CPO[14] ;
- Maître Péronilla de Jacques Offenbach, avec Véronique Gens, Éric Huchet, Antoinette Dennefeld, Chantal Santon-Jeffery, Anaïs Constans, Tassis Christoyannis, le Chœur de Radio France et l'Orchestre national de France, Bru Zane[15] ;
- Symphonies d'Anton Bruckner, avec l'Orchestre symphonique de la radio de Vienne et l'Orchestre Bruckner de Linz, Capriccio, 18 CD[16].